# Przewodnictwo powierzchniowe
Przewodnictwo powierzchniowe (oznaczane symbolem {\displaystyle K_{\sigma }}) – dodatkowe przewodnictwo elektryczne płynu w sąsiedztwie naładowanej powierzchni. Przewodność elektrolitu związana jest z ruchem jonów wywołanym polem elektrycznym. Stężenie jonów jest większe w pobliżu naładowanych powierzchni. Są one przyciągane tam poprzez siły elektrostatyczne indukowane przez ładunek powierzchniowy. Ta warstwa większego stężenia jonów jest częścią międzyfazowej podwójnej warstwy elektrycznej. Wyższe stężenie jonów w tej warstwie oznacza jej większą przewodność. Wielkość ta wykorzystywana jest między innymi do wyznaczania liczby Duchina, która następnie jest wykorzystywana w metodach służących do wyznaczania potencjału dzeta.
Marian Smoluchowski był pierwszym naukowcem, który na początku XX wieku zauważył znaczenie przewodnictwa powierzchniowego.
Pojęcie zostało szerzej omówione w raporcie technicznym dotyczącym efektów elektrokinetycznych przygotowanym przez grupę ekspertów dla IUPAC.
Przewodnictwo powierzchniowe można definiować jako dwuwymiarową analogię do prawa Ohma:
{\displaystyle j^{\sigma }=K^{\sigma }E,}
gdzie:
{\displaystyle j^{\sigma }} – powierzchniowa gęstość prądu elektrycznego,
{\displaystyle E} – natężenie pola elektrycznego.
Podwójna warstwa elektryczna (PWE), według przyjętego modelu Gouya-Chapmana-Sterna, posiada dwie warstwy:
- warstwę zewnętrzną, która znajduje się w kontakcie z fazą ciekłą jest nazywana warstwą dyfuzyjną;
- warstwę wewnętrzną, będąca w kontakcie z granicą faz, nazywana jest warstwą Sterna.

Przewodnictwo powierzchniowe może mieć wkład od przewodnictwa w warstwie dyfuzyjnej, oznaczane jako {\displaystyle K^{\sigma d},} jak i od przewodnictwa występującego w warstwie Sterna (Helmholtza), {\displaystyle K^{\sigma i}{:}}
{\displaystyle K^{\sigma }=K^{\sigma d}+K^{\sigma i}.}
Wkład warstwy Sterna jest słabiej poznany i często jest określany mianem dodatkowego przewodnictwa powierzchniowego.
Wkład {\displaystyle K_{\sigma d}} jest nazywany przewodnictwem powierzchniowym Bikermana, który stworzył stosunkowo proste równanie, które łączy przewodnictwo powierzchniowe {\displaystyle K_{\sigma }} z zachowaniem się jonów przy granicy faz. Dla elektrolitów symetrycznych i zakładając identyczne stałe dyfuzji jonów D+ = D− =D, otrzymuje się następujące równanie:
{\displaystyle K^{\sigma }={\frac {4F^{2}Cz^{2}D(1+3m/z^{2})}{RT\kappa }}\left(\cosh {\frac {zF\zeta }{2RT}}-1\right),}
gdzie:
{\displaystyle F} – stała Faradaya,
{\displaystyle C} – stężenie jonów w fazie,
{\displaystyle z} – wartościowość jonu,
{\displaystyle D} – współczynnik dyfuzji jonów.
{\displaystyle R} – stała gazowa,
{\displaystyle T} – temperatura,
{\displaystyle \kappa } – długość Debye’a,
{\displaystyle \zeta } – potencjał dzeta.
Parametr {\displaystyle m} opisuje wkład elektroosmozy w ruchu jonów wewnątrz podwójnej warstwy elektrycznej:
{\displaystyle M={\frac {2\varepsilon _{0}\varepsilon _{r}R^{2}T^{2}}{3\eta F^{2}D}},}
gdzie:
{\displaystyle \varepsilon _{0}} – przenikalność elektryczna próżni,
{\displaystyle \varepsilon _{r}} – względna przenikalność elektryczna,
{\displaystyle \eta } – współczynnik lepkości,
{\displaystyle D} – współczynnik dyfuzji jonów.